# Grande Traversata delle Alpi

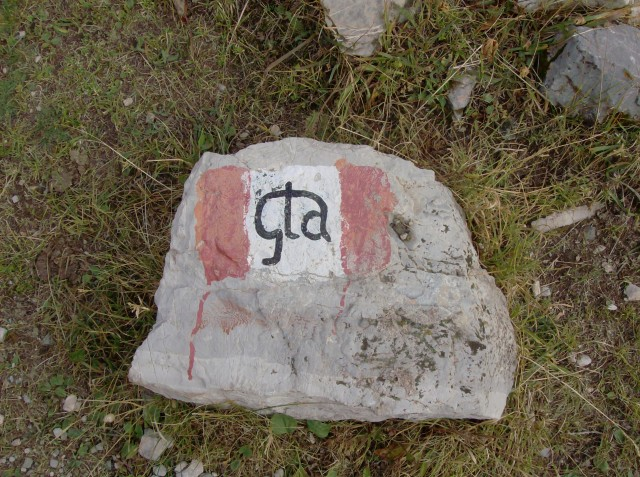
Vecchio segnavia GTA

La Grande Traversata delle Alpi (GTA) è un itinerario escursionistico di lunga percorrenza che unisce tutto l'arco alpino occidentale del Piemonte, in Italia, nato ispirato dall'esperienza francese della Grande Traversée des Alpes verso la fine degli anni settanta, che cerca di privilegiare i luoghi meno conosciuti dal turismo di montagna.
Il percorso è suddiviso in 55 tappe della durata da cinque a otto ore di marcia; solitamente alla fine di ogni tappa vi è una apposita struttura ricettiva (posto tappa GTA), oppure un rifugio; si snoda dai monti di Domodossola fino alle Alpi liguri per una lunghezza complessiva di circa 1.000 km, sovrapponendosi in alcuni tratti al percorso della Via Alpina, ed è marcato con un segno a tre bande Rosso-Bianco-Rosso con la scritta gta nel centro.

## Percorso
Il percorso è nato per essere percorso da sud a nord; le guide tedesche però descrivono il percorso in senso contrario, da nord a sud. Il tracciato può comunque essere percorso nei due sensi.
Il percorso principale, visto nella sua forma originaria da Sud a Nord, ha origine a Ormea, in alta Valle Tanaro. Attraversando il massiccio del Marguareis, si porta a Limonetto in Valle Vermenagna, per proseguire verso Entracque in Valle Gesso. Da qui si risale alle pendici del Monte Argentera per discendere poi alle Terme di Valdieri; da qui, passando ai piedi del Monte Malinvern, si giunge a Sant'Anna di Vinadio, nel Vallone di Sant'Anna. Risalito in cresta, il sentiero scende ai Bagni di Vinadio, nel Vallone di San Bernolfo, da dove si prosegue per Sambuco, in Valle Stura. Si passa quindi in Valle Grana per il Colle Fauniera, arrivando al Santuario di San Magno, e da qui, scavalcando un'altra cresta, in Valle Maira, a Celle di Macra. Si risale la valle portandosi ad Elva e da qui, attraverso il Colle della Bicocca, in Valle Varaita, a Chiesa di Bellino.
Scavalcando il Colletto della Battagliola ci si porta nella valle principale, a Pontechianale; si scende alla frazione Castello e si segue per un tratto il percorso del Giro di Viso, portandosi al Rifugio Quintino Sella al Monviso per scendere al Pian del Re e poi al Pian Melzè. Da qui si risale verso il Colle della Gianna per portarsi in Val Pellice al Rifugio Barbara Lowrie. Si supera il Colle Barant e si giunge nella Conca del Pra, al Rifugio Willy Jervis. Si ridiscende a Villanova, per poi risalire ancora verso il Colle Giulian, che porta in Valle Germanasca, a Ghigo di Prali. Risalendo la Valle di Massello si entra nel Vallone dell'Albergian, da dove si scende ad Usseaux in Val Chisone. Da qui si sale verso il gruppo del Monte Orsiera, ed attraversando il parco naturale Orsiera - Rocciavrè si arriva in Valle di Susa, scendendo proprio a Susa.
Da Mompantero si risale verso il Colle Croce di Ferro, passando sotto il Rocciamelone, e si arriva nelle Valli di Lanzo. Si segue la Stura di Viù fino a Usseglio, poi si risale a nord per superare la cresta ed arrivare a Balme, in Val d'Ala; da qui, sempre a nord, verso Pialpetta, in Val Grande. Si sale al Colle della Crocetta per dirigersi a Ceresole Reale, in Valle dell'Orco. La via si porta a mezza costa in sinistra orografica e discende la valle per un tratto, poi taglia in diagonale per portarsi in Valle Soana, che risale fino a Piamprato, dove svolta ad Est. Passando dalla Val Chiusella, il sentiero raggiunge la Valle d'Aosta, scendendo a Quincinetto (amministrativamente ancora in territorio piemontese). Proseguendo in direzione est, il percorso raggiunge Oropa; qui piega a nord, raggiungendo Alagna Valsesia, nella valle omonima. Passando ai piedi del Monte Rosa, il sentiero si porta ora a Est; attraversando l'alta Valle Strona si raggiunge la Valle Anzasca: qui, a Molini Calasca ha termine il percorso.

## Tappe

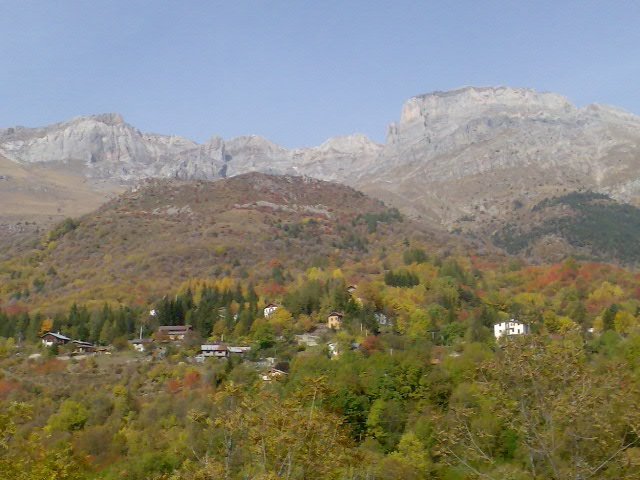
Viozene d'Ormea, inizio della GTA

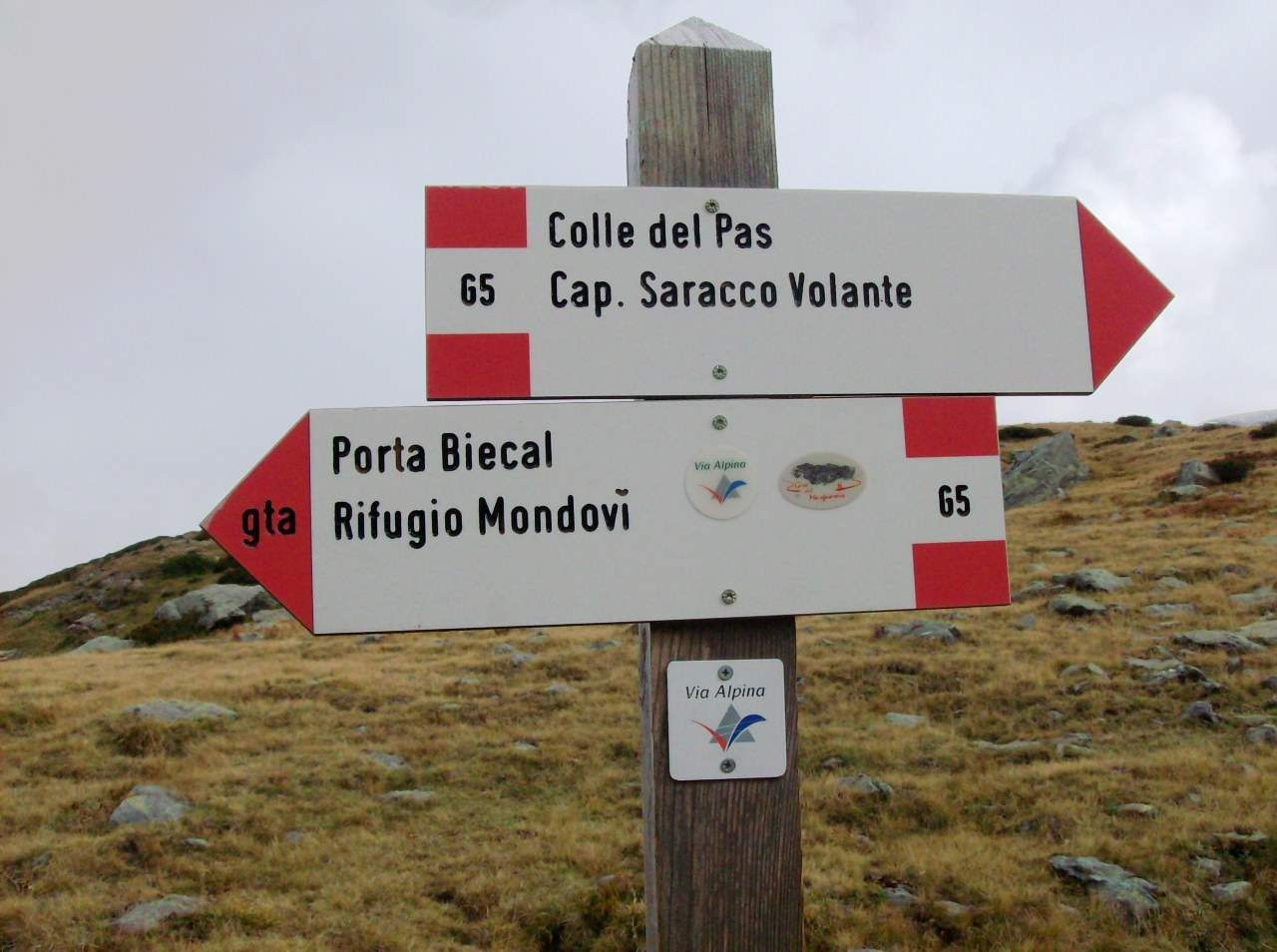
Seconda tappa tra i rifugi Havis De Giorgio Mondovì e Garelli, sovrapposta al percorso "rosso" della Via Alpina e al Giro del Marguareis

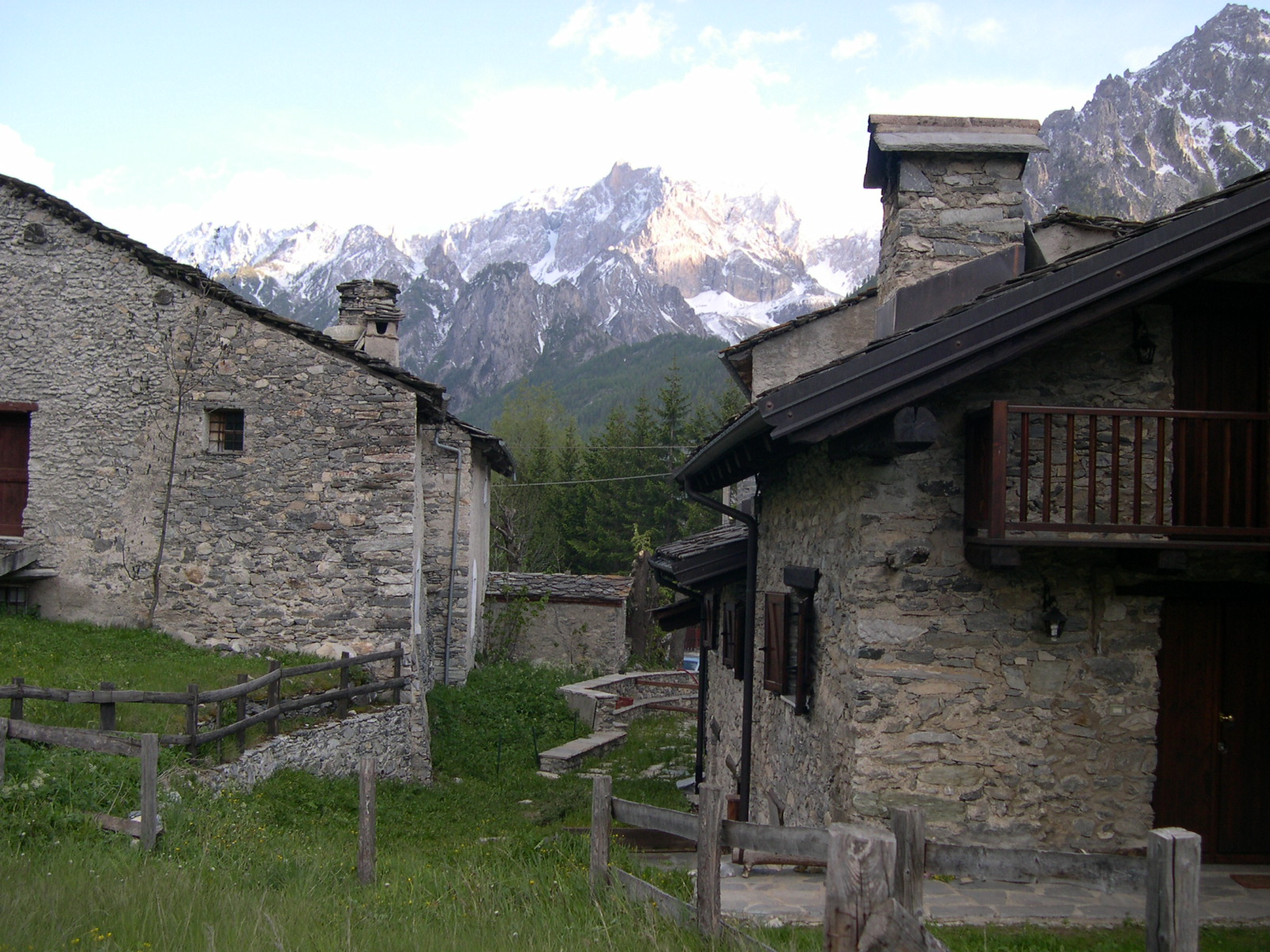
Chiappera d'Acceglio, Valle Maira

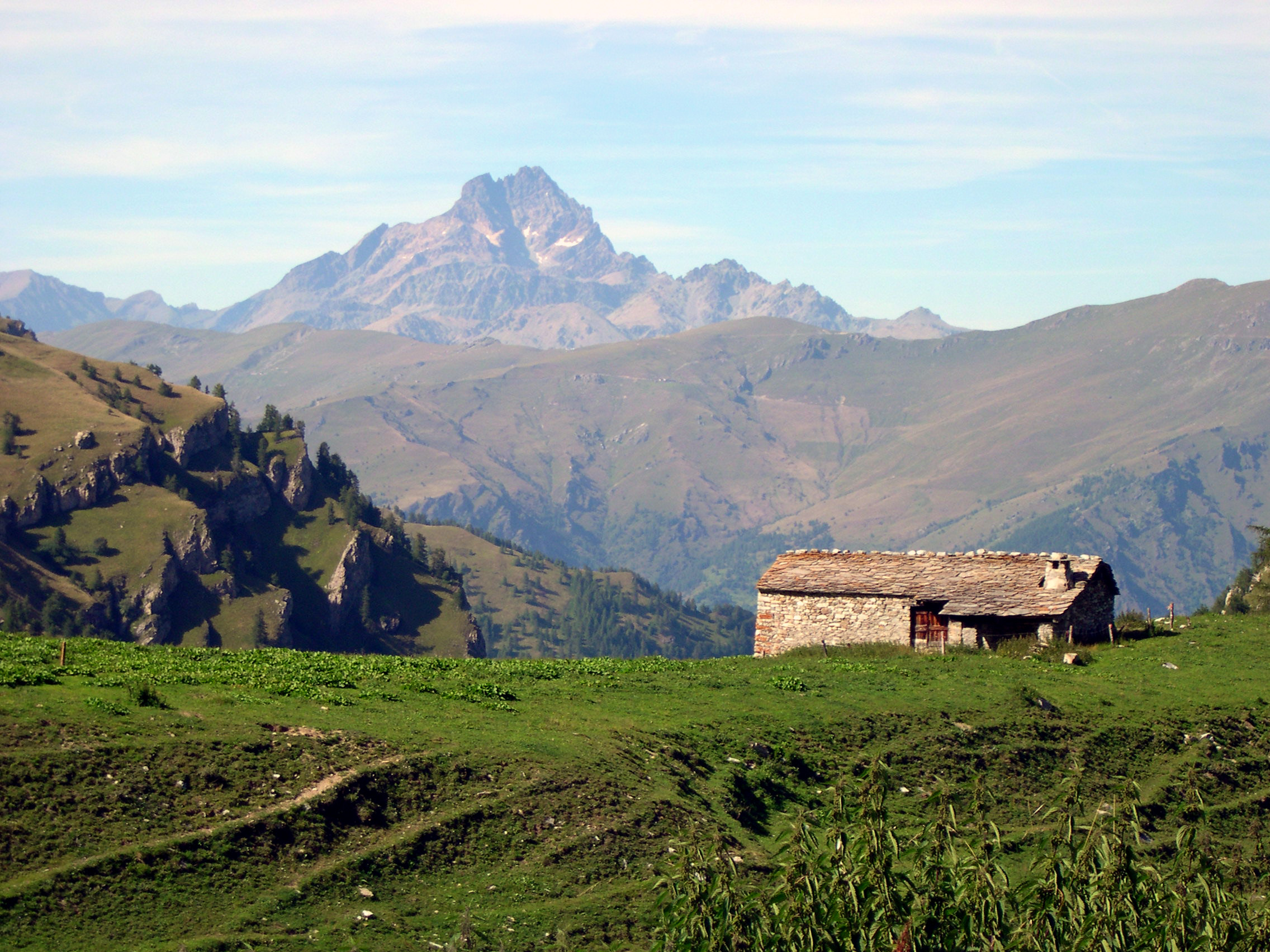
Il Monviso, visto dalla Valle Maira

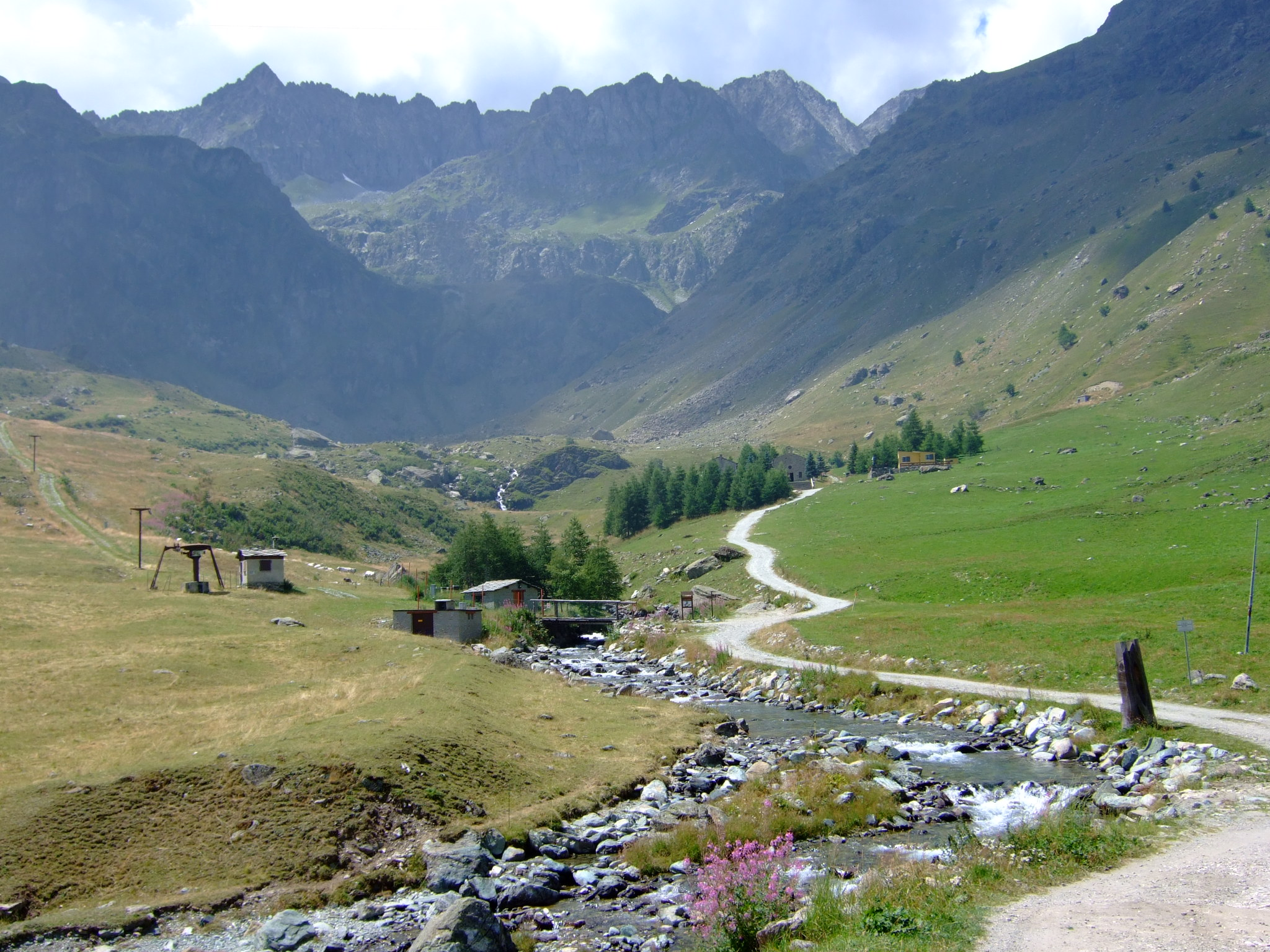
Alta Valle Po

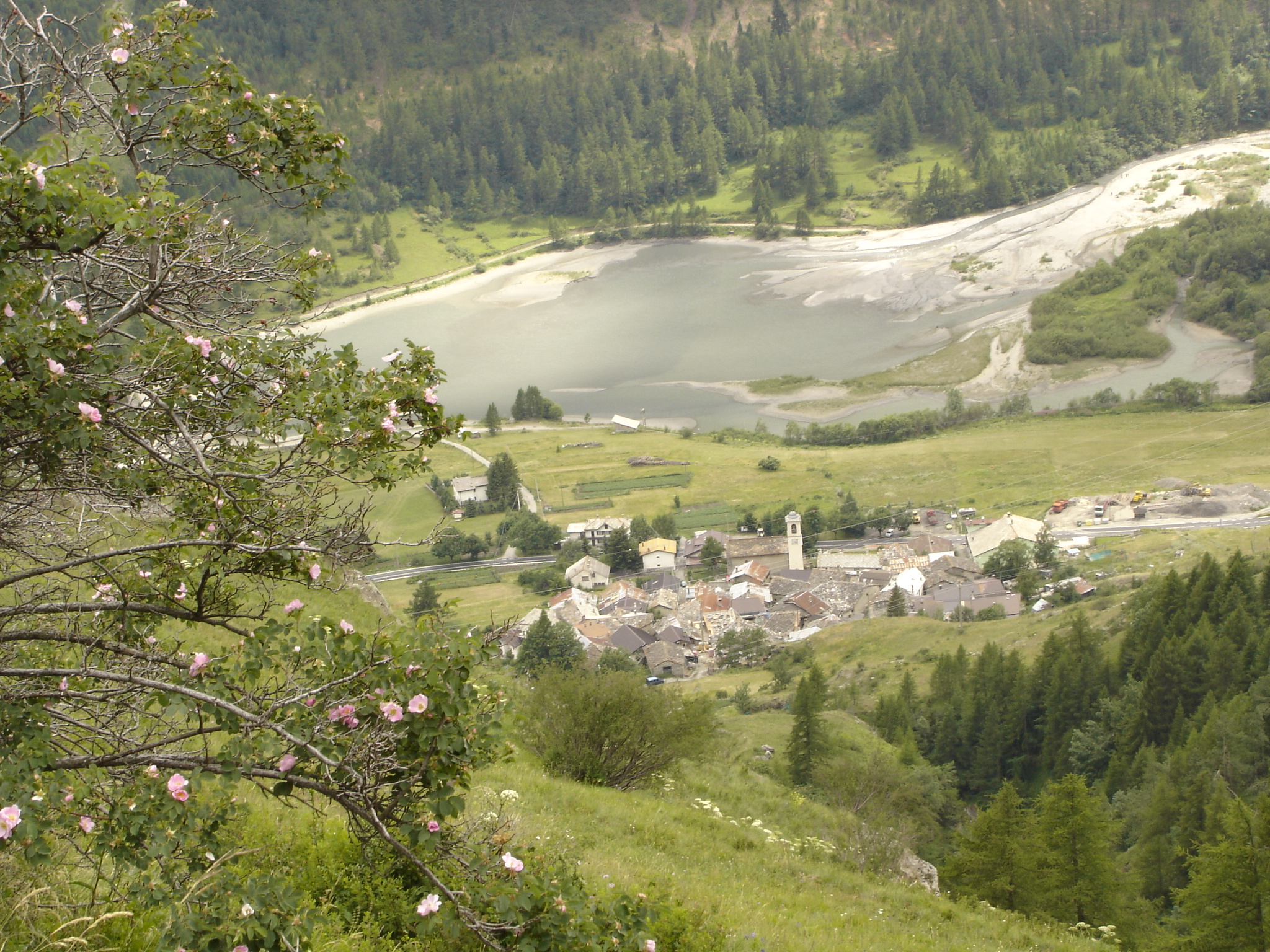
Usseaux in Val Chisone.

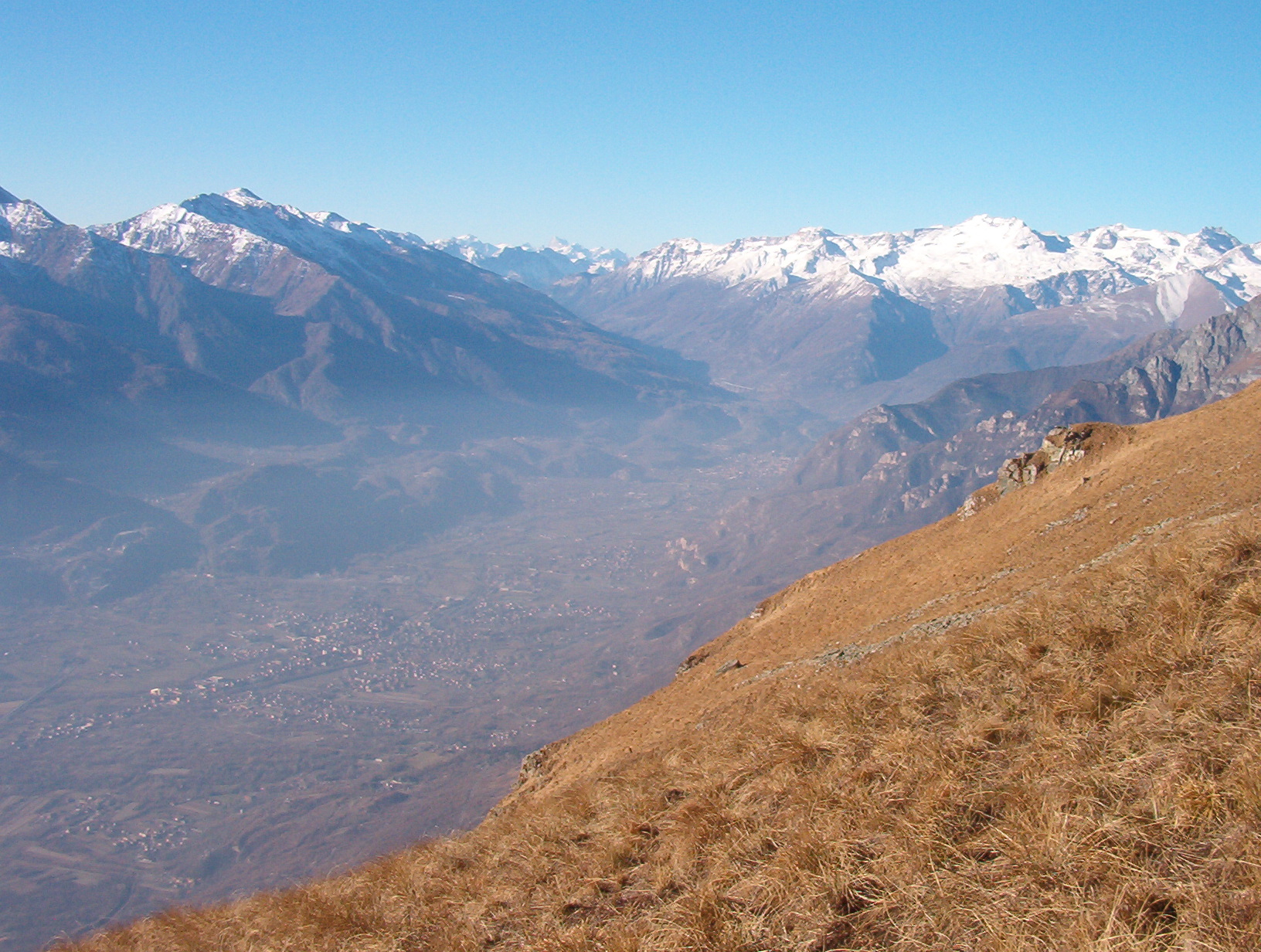
Val di Susa

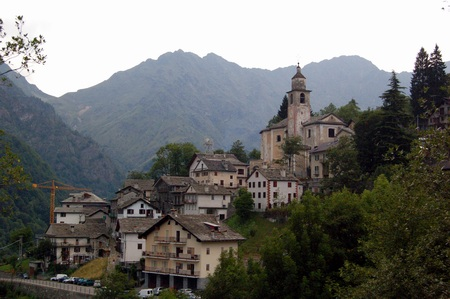
Rimella, vicino al termine della GTA

Nelle Alpi Liguri e Marittime, dalla val Tanaro alla Valle Stura 
- Ormea 750 m - Chionea 1111 m - Quarzina 1330 m - Viozene 1245 m - rifugio Mongioie 1520 m
- Rifugio Mongioie 1520 m - Passo delle Saline 2174 m - Rifugio Havis De Giorgio 1761 m
- Rifugio Havis De Giorgio - Porta Sestrera 2228 m - Rifugio Garelli 1965 m
- Rifugio Garelli - Passo del Duca 1989 m - Colla Piana 2219 m - Colle di Tenda 1871 m - Limonetto 1294 m
- Limonetto - Passo di Ciotto Mieu 2274 m - Palanfrè 1379 m
- Palanfrè - Colle della Garbella - Trinità di Entracque
- Trinità di Entracque - Caire della Truccia San Giacomo di Entracque - Rifugio Soria Ellena
- Rifugio Soria Ellena - Colle delle Fenestrelle - Rifugio Genova-Figari
- Rifugio Genova-Figari - Colle del Chiapus - Rifugio Morelli-Buzzi - Terme di Valdieri
- Terme di Valdieri - Pian del Valasco - Rifugio Questa
- Rifugio Questa - Rifugio la Grange - Colle della Lombarda - Sant'Anna di Vinadio
  - variante: Rifugio Questa - Rifugio Malinvern - Passo d'Orgials - Sant'Anna di Vinadio
- Sant'Anna di Vinadio - Passo di Bravaria - Bagni di Vinadio
- Bagni di Vinadio - Besmorello - Caserma del Vaccia - Sambuco

 Nelle Alpi Cozie, dalla Valle Stura alla val di Susa 
- Sambuco - Colle Valcavera - Colle Fauniera - Santuario di San Magno
- Santuario di San Magno - Monte Crosetta - Celle di Macra
- Celle di Macra - Palent
- Palent - Colle Bettone - Elva
- Elva - Colle della Bicocca - Chiesa di Bellino
  - Variante: Il Percorso delle Alte Valli permette di andare dai Bagni di Vinadio a Chiesa di Bellino passando per la parte più alta delle valli Stura, Maira e Varaita[8]. Le tappe sono:
    - Bagni di Vinadio - San Bernolfo - Passo di Laroussa - Rifugio Migliorero
    - Rifugio Migliorero - Passo di Rostagno - Rifugio Zanotti - Passo Sottano di Scolettas - Prati del Vallone
    - Prati del Vallone - Colle di Stau - Colletto dei Becchi Rossi - Pontebernardo
    - Pontebernardo - Passo di Rocca Brancia - Passo della Gardetta - Chialvetta
    - Chialvetta - Colle d'Enchiausa - Sorgenti del Maira - Chiappera
    - Chiappera - Colle di Bellino - Chiesa di Bellino
- Chiesa di Bellino - Colletto della Battagliola - Pontechianale
- Pontechianale - Castello - Passo di San Chiaffredo - Rifugio Quintino Sella al Monviso
- Rifugio Quintino Sella al Monviso - Pian del Re - Pian Melzè
  - Queste due tappe (di Pontechianale al Pian del Re) fanno parte d'una variante del Giro del Monviso. Si può tornare a Pontechianale per la parte ovest di questo giro: Pian del Re - Colle delle Traversette - Rifugio Viso - Passo di Vallanta - Rifugio Vallanta - Passo della Losetta - Chianale - Colle del Rastel - Pontechianale.[9]
- Pian Melzè - Colle della Gianna - Rifugio Barbara Lowrie
- Rifugio Barbara Lowrie - Col del Baracun - Villanova in Val Pellice
- Villanova - Colle Giulian - Ghigo di Prali in Valle Germanasca (sfortunatamente, il vecchio sentiero fra Villanova ed il colle Giulian è stato in parte distrutto in seguito alla costruzione di una nuova carrareccia)
- Ghigo di Prali - Hotel delle Alpi (Posto Tappa GTA) - Costa di Galmont - Rodoretto, tappa breve in Valle Germanasca
- Rodoretto - Didiero (nuovo posto tappa) - Balsiglia (posto tappa Foresteria Massello via Molino 4)
- Balsiglia - Colle dell'Albergian - Usseaux 1416 m in Valle del Chisone
- Usseaux - Testa dell'Assietta 2567 m - Salbertrand 1032 m in Val di Susa
- Salbertrand - Susa 500 m
  - Variante fra Usseaux e la Val di Susa:
    - Usseaux - Colle dell'Orsiera 2595 m - Alpeggio di Toglie 1534 m
    - Toglie - Meana di Susa 595 m

 Nelle Alpi Graie, dalla val di Susa alla Dora Baltea 
- Susa 500 m - Truc (il Trucco) 1706 m
- Truc - Colle Croce di Ferro 2558 m - Usseglio 1265 m in Valle di Viù
- Usseglio - Passo Ghicet / Paschiet 2435 m - Balme 1432 m in Val d'Ala
- Balme - Colle di Trione 2486 m - Pialpetta 1069 m in Val Grande
- Pialpetta - Colle della Crocetta 2641 m - Ceresole Reale 1501 m nella Valle dell'Orco
- Ceresole - 2000 m - Noasca 1058 m, discesa nella Valle dell'Orco
- Noasca - Fé 900 m - Coste 1193 m - S. Anna 1481 m - Perebella 1339 m - Bertodasco 1175 m - San Lorenzo di Piantonetto 1045 m
- San Lorenzo - Alpe di Colla 2171 m - Monte Arzola 2158 m - Talosio 1225 m in Valle Ribordone
- Talosio - Santuario di Prascondù - Colle Crest 2040 m - Ronco Canavese 948 m nella Val Soana
- Ronco - Piamprato 1551 m
- Piamprato - Bocchetta delle Oche 2415 m - Succinto 1164 m nella Val Chiusella
- Succinto - Colle di Lavarossa 2100 m - Scalaro / Le Capanne 1400 m
- Scalaro - Quincinetto 295 m, punto più basso della GTA, stazione FS

 Nelle Alpi Pennine, dalla Dora Baltea alla valle Anzasca 
- Quincinetto 295 m - Maletto 1336 m
- Maletto - Colle della Lace 2121 m - Rifugio Delfo e Agostino Coda 2189 m
- Rifugio Coda - Oropa 1180 m
- Oropa - Colle della Colma - San Giovanni d'Andorno 1020 m
- S. Giovanni - Rifugio Rivetti 2201 m
- Rif. Rivetti - Colle della Mologna Grande 2364 m - Colle Lazoney 2390 m - Passo del Maccagno 2495 m - Sant'Antonio di Val Vogna
- Sant'Antonio - Alagna Valsesia - Alpe Valmontasca - Colle Mud 2324 m - Rima 1441 m
- Rima - Colle der Termo 2351 m - Carcoforo 1304 m
- Carcoforo - Colle d'Egua 2239 m - Santa Maria di Fobello 1094 m
- Santa Maria - Rimella 1176 m
- Rimella - Bocchetta di Campello 1924 m - Campello Monti 1305 m in Valle Strona
- Campello Monti - Colle dell'Usciolo 2037 m - Alpe del Lago 1545 m
- Alpe del Lago - Molini di Calasca 480 m in Valle Anzasca

## Posti tappa GTA
I posti tappa GTA sono strutture ricettive specifiche per gli utenti del percorso. Si suddividono in due categorie: strutture gestite, e strutture non gestite.
Nel primo caso, si tratta di strutture ricettive già esistenti (alberghi, rifugi escursionistici e simili), che offrono pasti a prezzo convenzionato. Nel secondo caso, si tratta di strutture simili ad un bivacco, con un locale cucina in cui è possibile prepararsi autonomamente e consumare i pasti. In entrambi i casi, è possibile il pernottamento; le strutture sono pensate per soste di 1 o al massimo 2 giorni.
Nei posti tappa vigono norme di comportamento analoghe a quelle dei rifugi del C.A.I.: ad esempio, si deve osservare il silenzio dalle 22 alle 6, ed in caso di strutture non gestite l'escursionista dovrà provvedere a pulire i locali e rifare i letti prima di lasciare il posto tappa.
È consigliato contattare in anticipo i gestori o i responsabili dei posti tappa per informare delle proprie intenzioni ed eventualmente provvedere alla prenotazione.

## Frequentazione
Dagli anni ottanta la GTA è promossa nei Paesi di lingua tedesca dal geografo Werner Bätzing, specialista della regione alpina. Grazie alle guide ed agli articoli da lui scritti, la GTA è oggi per lo più frequentata da svizzeri e tedeschi. Tipicamente vengono per 1 a 2 settimane; molti tornano negli anni successivi per proseguire la traversata. Si stima che in un tipico posto tappa pernottino fra 100 e 200 percorrenti della GTA per anno.